# Sananwetan (plaats)
Sananwetan is een bestuurslaag in het regentschap Blitar van de provincie Oost-Java, Indonesië. Sananwetan telt 12.528 inwoners (volkstelling 2010).